# 7 juni
7 juni är den 158:e dagen på året i den gregorianska kalendern (159:e under skottår). Det återstår 207 dagar av året.

## Återkommande bemärkelsedagar

### Flaggdagar
- Danmark: Prins Joachims födelsedag
- Norge (till minne av unionsupplösningen med Sverige 1905)

## Namnsdagar

### I den svenska almanackan
- Nuvarande – Robert och Robin
- Föregående i bokstavsordning
  - Robert – Namnet infördes på dagens datum 1901, då det ersatte den äldre namnformen Robertus och har funnits där sedan dess.
  - Robertus – Namnet infördes, till minne av helgonet Robert av Newminster, som levde på 1100-talet, på dagens datum 1701 och fanns där fram till 1901, då det utgick.
  - Robin – Namnet infördes på dagens datum 1986 och har funnits där sedan dess.
  - Ruben – Namnet infördes på dagens datum 1986. 1993 flyttades det till 20 februari och 2001 till 17 maj.
- Föregående i kronologisk ordning
  - Före 1701 – ?
  - 1701–1900 – Robertus
  - 1901–1985 – Robert
  - 1986–1992 – Robert, Robin och Ruben
  - 1993–2000 – Robert och Robin
  - Från 2001 – Robert och Robin
- Källor
  - Brylla, Eva (red.): Namnlängdsboken, Norstedts ordbok, Stockholm, 2000. ISBN 91-7227-204-X
  - af Klintberg, Bengt: Namnen i almanackan, Norstedts ordbok, Stockholm, 2001. ISBN 91-7227-292-9

### Finlandssvenska almanackan
- Nuvarande från 2025[1] – Robin, Robert
- I föregående revideringar[a][2]
  - 1929–1994 – Robert
  - 1995–2024 – Robert, Robin

## Händelser
- 1326 – Kristofer II avsätts som kung av Danmark av greve Gerhard III av Holstein, som har stort inflytande över dansk politik. Större delen av Danmark är i utländska händer, bortpantat till framförallt tyska furstar, men Gerhard utser ändå sin släkting Valdemar till ny dansk kung.
- 1329 – Vid Robert I:s död efterträds han som kung av Skottland av sin 5-årige son David II. Han förblir officiellt kung till sin död 1371, men 1334–1341 tvingas han i landsflykt till Frankrike, då tronpretendenten Edward Balliol med engelsmännens hjälp landstiger i Skottland.
- 1494 – Spanien och Portugal sluter i Tordesillas i norra Spanien ett fördrag, genom vilket de delar upp världen utanför Europa mellan sig. De drar en nord-sydlig linje ungefär 370 leguas (2 200 kilometer) väster om Kap Verde-öarna och bestämmer att allt icke-kristet land öster om linjen ska tillhöra Portugal och väster om den Spanien. Förhandlingar om att upprätta har fördraget har inletts sedan påven Sixtus IV 1481 har tilldelat Portugal allt icke-kristet land utanför Europa, eftersom Portugal har varit först med upptäcktsresor utanför världsdelen, medan den spanskfödde påven Alexander VI 1493, efter Christofer Columbus första resa till Nya världen, genom bullan Inter Caetera har tilldelat Spanien allt land väster om Azorerna och söder om Kap Verde. Den portugisiske kungen Johan II är nämligen missnöjd med detta och därför förhandlar man en avgränsning som de båda länderna kan gå med på (bland annat för att Portugal ska kunna behålla sina besittningar i Brasilien). Fördraget ratificeras av Spanien den 2 juli och av Portugal den 5 september, medan det dröjer till 1506, innan påven Julius II stadfäster det. 1529 upprättas också Zaragozafördraget, där man också drar en linje mellan imperierna i Asien.
- 1905 – Det norska stortinget deklarerar ensidigt en upplösning av unionen mellan Sverige och Norge. Sedan 1890-talet har den så kallade konsulatsfrågan varit en stridsfråga mellan de båda länderna (Norge har krävt att få ha egna, norska konsulat i utlandet, vilket Sverige har motsatt sig, då man inom unionen vill ha gemensamma konsulat). Den 27 maj har stortinget till kung Oscar II skickat ett lagförslag om ett eget norskt konsulatsväsende, vilket kungen vägrar godkänna. Den norska regeringen har då lämnat in sin avskedsansökan, vilken kungen dock också vägrar godkänna, eftersom han inte kan utnämna någon ny norsk regering (eftersom inga norska riksdagsledamöter vill ingå i en sådan). Då kungen inte kan utnämna någon ny norsk regering anser stortinget att kungen inte längre kan fullgöra sina skyldigheter som norsk kung och att den norska kungamakten därför har upphört att fungera, vilket leder till att man därför säger upp unionen med Sverige. Svenska tidningar talar om att Norge har gjort revolution och ett krig mellan Sverige och Norge verkar nära förestående. Emellertid möts svenska och norska delegater för förhandlingar i Karlstad i september och unionen upplöses formellt på fredlig väg den 26 oktober.
- 1929 – Den italienska fascistregeringen ratificerar Lateranfördraget, som undertecknas mellan Italien och Heliga stolen den 11 februari samma år och genom vilket Vatikanstaten upprättas.[3] Med sina 0,44 kvadratkilometer blir den världens minsta suveräna stat, mitt inne i centrala Rom, och därmed lyder den romersk-katolska kyrkans överhuvud påven inte längre under Italien, vilket han har gjort sedan 1870, då Kyrkostaten blev en del av det då nygrundade Italien. Ända sedan Italiens enande 1861 har den romerska frågan saknat lösning och påven har ansett sig vara fången i Vatikanen, men från och med nu respekterar alla italienska regeringar fördraget.
- 1940 – Då britterna drar tillbaka sitt stöd till Norge väljer den norske kungen Håkon VII att landet ska ge upp motståndet mot den tyska invasionen, som har inletts två månader tidigare. Kungen och hans familj går med regeringen i exil och flyr till London och tre dagar senare kapitulerar de sista norska styrkorna. Under de fem åren fram till befrielsen upprättas en tyskvänlig, norsk nazistregering, ledd av Vidkun Quisling, vilken dock endast erkänns av Tyskland och dess allierade (de allierade erkänner exilregeringen i London som Norges lagliga regering). Under ockupationen bedrivs också omfattande sabotageverksamhet mot tyskarna i Norge. Samma dag 1945, en månad efter Norges befrielse, återvänder kungen och kungafamiljen och möts då av jublande människomassor.
- 1942 – Slaget vid Midway i Stilla havet avslutas och blir en avgörande amerikansk seger över Japan. Det anses som vändpunkten i Stillahavskriget, varigenom den japanska dominansen över havet bryts och amerikanerna kan börja ta initiativet i striderna. Det dröjer dock över tre år, innan kriget tar slut med Japans kapitulation.
- 1963 – Muonionalusta III meteoriten hittas, ett av få upptäckta meteoritnedslag i Sverige
- 1981 – Israeliskt flyg genomför Operation Opera, där man genom att först flyga över saudiarabiskt territorium flyger in över Irak och bombar kärnreaktorn i Osirak. Räden genomförs för att Irak under Saddam Husseins ledning under det pågående kriget mellan Irak och Iran inte ska kunna framställa atombomber. Den genomförs på en söndag, då man från israeliskt håll räknar med att den franska personalen vid reaktorn inte ska vara på plats, men detta är en missbedömning och en fransman dödas i attentatet. Tolv av de fjorton bomberna träffar reaktorn, som blir totalförstörd.
- 1988 – Den svenska justitieministern Anna-Greta Leijon tvingas avgå på grund av Ebbe Carlsson-affären. Tidningen Expressen har avslöjat att bokförläggaren Ebbe Carlsson har del i utredningen om Palmemordet, då han utreder det så kallade PKK-spåret (misstankar om att mordet skulle ha utförts av medlemmar av det kurdiska partiet PKK) och att han har fått ett rekommendationsbrev från Leijon. Hennes förfarande väcker stark kritik och sedan samtliga riksdagspartier utom Socialdemokraterna har angett att de ämnar rösta mot henne vid en misstroendeförklaring väljer hon att avgå.

## Födda
- 1767 – Jonas Henrik Gistrén, svensk läkare, en av grundarna av Svenska Läkaresällskapet
- 1770 – Robert Jenkinson, brittisk politiker, Storbritanniens premiärminister 1812–1827
- 1778 – Beau Brummell, brittisk dandy
- 1794 – Pjotr Tjaadajev, rysk filosof
- 1827 – Alonzo J. Edgerton, amerikansk republikansk politiker och jurist, senator för Minnesota 1881
- 1839 – Claes Annerstedt, svensk historiker och biblioteksman, ledamot av Svenska Akademien från 1901
- 1840 – Charlotte av Belgien, kejsarinna av Mexiko 1864–1867 (gift med Maximilian I)
- 1848
  - Erik Wilhelm Dahlgren, svensk biblioteksman och geografisk författare
  - Paul Gauguin, fransk målare
- 1861 – Malcolm R. Patterson, amerikansk demokratisk politiker och jurist, guvernör i Tennessee 1907–1911
- 1862 – Philipp Lenard, ungersk-tysk fysiker, mottagare av Nobelpriset i fysik 1905
- 1868 – Carl Browallius, svensk skådespelare
- 1877 – Charles Glover Barkla, brittisk fysiker,  mottagare av Nobelpriset i fysik 1917
- 1893 – Gillis Grafström, svensk konståkare, bragdmedaljör
- 1894 – Alexander de Seversky, rysk-amerikansk flygare, flygkonstruktör och företagare
- 1896
  - Robert Mulliken, amerikansk kemist och fysiker, mottagare av Nobelpriset i kemi 1966
  - Imre Nagy, ungersk politiker, Ungerns premiärminister 1953–1955 och 1956
- 1901 – Vittorio De Sica, italiensk regissör och skådespelare
- 1907 – Sigvard Bernadotte, svensk prins, formgivare, illustratör och industridesigner
- 1909 – Jessica Tandy, amerikansk skådespelare
- 1911 – Gustaf Hedberg, svensk skådespelare, sångare och producent
- 1917 – Dean Martin, amerikansk sångare och skådespelare
- 1918 – Tage Berg, svensk skådespelare
- 1919 – Roger Borniche, fransk polis och kriminalförfattare
- 1925 – Iiro Kajanto, finländsk klassisk filolog
- 1931
  - Okot p'Bitek, ugandisk författare och antropolog
  - Virginia McKenna, brittisk skådespelare
- 1937 – Neeme Järvi, estländsk musiker och dirigent
- 1940 – Tom Jones, brittisk sångare
- 1942 – Muammar al-Gaddafi, libysk militär och politiker, Libyens ledare 1969-2011
- 1945 – Wolfgang Schüssel, österrikisk konservativ politiker, Österrikes förbundskansler 2000–2007
- 1946 – Peter Tillberg, svensk målare, tecknare, scenograf och skulptör
- 1947
  - Annette Brooke, brittisk liberaldemokratisk politiker, parlamentsledamot 2001–2015
  - Mia Benson, svensk skådespelare och manusförfattare
- 1948 – Med Reventberg, svensk skådespelare, teaterledare och kortfilmsregissör
- 1952
  - Liam Neeson, brittisk skådespelare och Unicef-ambassadör
  - Orhan Pamuk, turkisk författare och journalist, mottagare av Nobelpriset i litteratur 2006
- 1955 – William Forsythe, amerikansk skådespelare
- 1958 – Prince Rogers Nelson, amerikansk sångare, musiker och låtskrivare med artistnamnet Prince
- 1959 – Mike Pence, amerikansk republikansk politiker, USA:s vicepresident 2017–2021
- 1969 – Joachim, dansk prins
- 1970
  - Helen Baxendale, brittisk skådespelare
  - Marcos Evangelista de Moraes, brasiliansk fotbollsspelare med smeknamnet Cafú
- 1971 – Anja Lundqvist, svensk skådespelare
- 1972
  - Ben Ray Luján, amerikansk demokratisk politiker
  - Karl Urban, nyzeeländsk skådespelare
- 1977
  - Kristiina Salonen, finländsk socialdemokratisk politiker
  - Ana Diaz, svensk artist, låtskrivare, kompositör och musikproducent
- 1978 – Mini Andén, svensk fotomodell, skådespelare och programledare
- 1981 – Anna Kournikova, rysk tennisspelare
- 1985 – Charlie Simpson, brittisk sångare och låtskrivare
- 1990 – Magnus Nygren, svensk ishockeyspelare
- 1993 – Jordan Fry, amerikansk skådespelare

## Avlidna
- 555 – Vigilius, påve sedan 537
- 1329 – Robert I, 54, kung av Skottland sedan 1306
- 1394 – Anna av Böhmen, 28, Englands drottning sedan 1382 (gift med Rikard II)
- 1492 – Elisabet Woodville, Englands drottning 1464–1470 och 1471–1483 (gift med Edvard IV)
- 1799 – Barbara Campanini, 79, italiensk ballerina med artistnamnet La Barberina
- 1826 – Joseph von Fraunhofer, 39, tysk instrumentmakare och astronom
- 1840 – Fredrik Vilhelm III, 69, kung av Preussen sedan 1797 och kurfurste av Brandenburg 1797–1806
- 1842
  - James Barbour, 66, amerikansk politiker och diplomat, guvernör i Virginia 1812–1814 och senator för samma delstat 1815–1825, USA:s krigsminister 1825–1828
  - Carl Magnus Craelius (Crælius), 69, svensk sångare, skådespelare och sångpedagog
- 1843 – Friedrich Hölderlin, 73, tysk författare och översättare
- 1866 – Seattle, amerikansk indianhövding
- 1876 – Josefina av Leuchtenberg, 69, Sveriges och Norges drottning 1844–1859 (gift med Oscar I)
- 1894
  - Rodman M. Price, 78, amerikansk demokratisk politiker, guvernör i New Jersey 1854–1857
  - William Dwight Whitney, 67, amerikansk språkvetare, universitetslärare och indolog
- 1911 – Maurice Rouvier, 69, fransk statsman, Frankrikes tillförordnade president 1887
- 1935 – Ivan Mitjurin, 79, rysk hortonom
- 1937 – Jean Harlow, 26, amerikansk skådespelare
- 1945 – Oskar Dirlewanger, 49, tysk militär och SS-Oberführer
- 1951
  - Avrättade i Landsberg am Lech:
    - Paul Blobel, 56, tyskländsk SS-officer och krigsförbrytare
    - Werner Braune, 42, tyskländsk jurist och SS-officer
    - Erich Naumann, 46, tyskländsk SS-officer
    - Otto Ohlendorf, 44, tyskländsk SS-officer
    - Oswald Pohl, 58, tyskländsk nazistisk politiker
    - Hans Schmidt, 51, tyskländsk nazist och krigsförbrytare
- 1954 – Alan Turing, 41, brittisk matematiker och kryptoanalytiker
- 1965 – Judy Holliday, 43, amerikansk skådespelare
- 1966 – Jean Arp, 79, fransk skulptör, målare och poet
- 1968 – Anna-Lisa Baude, 70, svensk skådespelare
- 1971 – Matilda Ksjesinskaja, 99, rysk ballerina
- 1972 – Charlie Mills, 83, tysk travtränare och travkusk
- 1978 – Ronald Norrish, 80, brittisk fysikalisk-organisk kemist, mottagare av Nobelpriset i kemi 1967
- 1980
  - Henry Lindblom, 60, svensk sångare, skådespelare och TV-man
  - Henry Miller, 88, amerikansk författare
- 1986 – Eric Sahlström, 73, svensk nyckelharpsspelare
- 1993 – Dražen Petrović, 28, jugoslavisk basketspelare
- 2002 – Signe Hasso, 86, svensk-amerikansk skådespelare
- 2006 – Abu Musab az-Zarqawi, 39, jordansk-irakisk, islamistisk terrorist och al-Qaida-ledare
- 2008
  - Joseph Kabui, 53, papuansk politiker, president för den autonoma regionen Bougainville sedan 2005
  - Dino Risi, 91, italiensk filmregissör
  - Horst Skoff, 39, österrikisk tennisspelare
- 2009 – Eric Holmqvist, 92, svensk socialdemokratisk politiker, Sveriges jordbruksminister 1961–1969, inrikesminister 1969–1973 och försvarsminister 1973–1976
- 2013
  - Pierre Mauroy, 84, fransk politiker, Frankrikes premiärminister 1981–1984
  - Majken Torkeli, 96, svensk skådespelare och författare
- 2014 – Fernando Lúcio da Costa, 36, brasiliansk fotbollsspelare med artistnamnet Fernandão
- 2015 – Christopher Lee, 93, brittisk skådespelare
- 2019 – Erik Norström, 83, svensk jazzmusiker och musiklärare
- 2021
  - Göte Fyhring, 92, svensk skådespelare
  - Ben Roberts, 70, brittisk skådespelare
- 2023 – Stefan Ljungqvist, 74, svensk skådespelare och operasångare